# Helen Freeman
Helen Freeman (3 de agosto de 1886 – 25 de diciembre de 1960) fue una actriz estadounidense.

## Biografía
Nació como Helen Freeman en San Luis de Benjamin N. Freeman, un banquero. En 1932, se casó con Edwin Corle en Ensenada, México.
Falleció a los 74 años en Los Ángeles y fue incinerada. Una placa para Helen F. Corle se encuentra en el Grand View Memorial Park Cemetery en Glendale, California.

## Filmografía
| Year | Title                         | Role                                          | Notes            |
| ---- | ----------------------------- | --------------------------------------------- | ---------------- |
| 1915 | The Morals of Marcus          | Dora                                          | Película perdida |
| 1915 | Are You a Mason?              | Helen Perry                                   | Película perdida |
| 1930 | Abraham Lincoln               | Nancy Hanks Lincoln                           |                  |
| 1932 | Symphony of Six Million       | Miss Spencer - enfermera de Felix             |                  |
| 1932 | Rasputin and the Empress      | Mujer histérica a punto de ser disparada      | sin acreditar    |
| 1933 | Hold Your Man                 | Miss Davis                                    |                  |
| 1933 | The Song of Songs             | Fräulein Von Schwertfeger                     |                  |
| 1933 | Doctor Bull                   | Helen Upjohn, Nueva jefa de correos de Winton |                  |
| 1933 | Chance at Heaven              | invitada de Franklyn                          | sin acreditar    |
| 1933 | Fog                           | Madame Alva                                   |                  |
| 1933 | The Right to Romance          | Mrs. Preble                                   |                  |
| 1934 | Nana                          | Sabine Muffat                                 |                  |
| 1934 | Fashions of 1934              | Mme. Margot—Supervisora de modelos en París   | sin acreditar    |
| 1934 | Finishing School              | Dr. Hewitt                                    |                  |
| 1934 | Sadie McKee                   | sirvienta de Brennan                          | sin acreditar    |
| 1934 | Stamboul Quest                | hermana Ursula                                | sin acreditar    |
| 1935 | Spring Tonic                  | Mrs. Ingalls                                  |                  |
| 1935 | Doubting Thomas               | Mrs. Sheppard                                 |                  |
| 1935 | Anna Karenina                 | Barbara                                       | Uncredited       |
| 1935 | The Last Days of Pompeii      | Martha                                        | sin acreditar    |
| 1935 | Ah, Wilderness!               | Miss Hawley                                   |                  |
| 1937 | Bulldog Drummond Comes Back   | Irena Soldanis                                |                  |
| 1937 | Madame X                      | Enfermera                                     | sin acreditar    |
| 1938 | Safety in Numbers             | Mrs. Stewart                                  |                  |
| 1938 | Always in Trouble             | Miss Penny                                    | sin acreditar    |
| 1944 | The Heavenly Body             | Stella                                        |                  |
| 1944 | Mademoiselle Fifi             | La condesa de Breville                        |                  |
| 1944 | Our Hearts Were Young and Gay | Mrs. Smithers                                 | sin acreditar    |
| 1944 | Mrs. Parkington               | Helen Stilham                                 |                  |
| 1945 | Don Juan Quilligan            | Mrs. John Blake                               | sin acreditar    |
| 1945 | Saratoga Trunk                | Mrs. Nicholas Dulaine                         |                  |
| 1946 | The Unknown                   | Phoebe Martin                                 |                  |
| 1946 | Monsieur Beaucaire            | reina de España                               | sin acreditar    |
| 1946 | So Dark the Night             | Widow Bridelle                                |                  |
| 1947 | The Pilgrim Lady              | tía Phoebe                                    |                  |
| 1947 | The Late George Apley         | Lydia                                         | sin acreditar    |
| 1947 | The Ghost and Mrs. Muir       | Autora desplazada por Lucy                    | sin acreditar    |
| 1948 | The Loves of Carmen           | Comerciante                                   | sin acreditar    |